# Liste des gouverneurs du Berry
Cet article présente une liste des gouverneurs du Berry de 1569 jusqu'à la fin du XVIIIe siècle.
| Début            | Fin              | Identité |
| ---------------- | ---------------- | --- |
| 1466             | 1482             | Jean III de Vendôme, prince de Chabanais, seigneur de Poisange, chambellan du roi .                                                          |
| 1487             | 1498             | Béraud Stuart (1482-1508). |
| 14 novembre 1547 | juillet 1568     | Nicolas de Mornay, seigneur de Villarceaux et d'Ambleville.                                                                                  |
| 28 juillet 1568  | mai 1576         | Claude de La Chatre de La Maisonfort. |
| mai 1576         | 10 juin 1584     | François de France (1555-1584). |
| 29 mars 1577     | 1588             | Claude de Beauvilliers, comte de Saint-Aignan, nomme Pierre de Chamborant, sr de Drou, chambellan du duc et capitaine de ses gardes suisses. |
| 8 juillet 1584   | 30 avril 1589    | Claude de La Chatre de La Maisonfort |
| 11 juin 1589     | février 1594     | Antoine de la Grange, seigneur d'Arquien, est nommé par le roi.                                                                              |
| février 1594     | 18 décembre 1614 | Claude de la Châtre, baron de Maisonfort. |
| 18 décembre 1614 | juin 1616        | Louis de La Châtre, baron de Maisonfort. |
| 8 juin 1616      | 11 novembre 1617 | Henri II de Bourbon-Condé. |
| 1617             | 1619             | François de la Grange, seigneur de Montigny                                                                                                  |
| 23 octobre 1619  | 26 décembre 1646 | Henri II de Bourbon-Condé, Condé. |
| 1er janvier 1647 | février 1650     | Louis II de Bourbon-Condé, le Grand Condé.                                                                                                   |
| 1er février 1650 | janvier 1655     | François de Beauvilliers, comte puis duc-pair de Saint-Aignan.                                                                               |
| 8 janvier 1655   | avril 1655       | François de Rohan, prince de Soubise. |
| 6 avril 1655     | 24 avril 1665    | Philippe de Clérembault, comte de Palluau.                                                                                                   |
| 27 octobre 1665  | mars 1671        | Jean de Schulemberg, comte de Mondejeux. |
| 30 mars 1671     | décembre 1671    | Antoine-Nompar de Caumont, comte de Lauzun.                                                                                                  |
| 13 décembre 1671 | mars 1681        | François VII de La Rochefoucauld, prince de Marcillac.                                                                                       |
| 3 mars 1681      | 1691             | François de Rohan, prince de Soubise. |
| octobre 1691     | 1698             | Charles, comte d'Aubigné. |
| 14 mars 1698     | mai 1715         | Adrien Maurice de Noailles, comte d'Ayen puis duc de Noailles.                                                                               |
| 12 août 1715     | 21 août 1736     | Louis, marquis d'Arpajon. |
| 1737             | 1751             | Jean-Charles de Talleyrand-Périgord. |
| 1er janvier 1752 | 1760             | Gabriel-Marie de Talleyrand-Périgord. |
| 19 juin 1760     | 1er janvier 1791 | Louis-François-Charles de Bourbon, comte de la Marche, prince de Conti.                                                                      |